# Société helvétique
 (avril 2016).
Si vous disposez d'ouvrages ou d'articles de référence ou si vous connaissez des sites web de qualité traitant du thème abordé ici, merci de compléter l'article en donnant les références utiles à sa vérifiabilité et en les liant à la section « Notes et références ».
Le terme de Société helvétique désigne une association suisse qui a marqué profondément l'histoire helvétique.

## La première Société Helvétique
La première société est fondée au XVIIIe siècle par des partisans des Lumières. En 1761, à Schinznach-Bad, elle est créée par Isaak Iselin, Hans Caspar Hirzel, Joseph Anton Felix von Balthasar, Daniel von Fellenberg et Joseph Anton Siegmund von Beroldingen. Les membres à l'étranger sont Louis VII de Wurtemberg, Johann Georg Schlosser et Théophile Conrad Pfeffel. 
La Société helvétique a pour but de faire passer dans les Cantons de la Confédération certaines idées assimilées aux Lumières : libertés individuelles, égalité civique, tolérance religieuse. Elle prône le dépassement du confessionnalisme, qui diviserait les Cantons, l'amélioration de l'éducation, le perfectionnement moral de l'individu et le développement des bases économiques de l'existence. Elle considère aussi que la redécouverte de l'histoire nationale, le développement du patriotisme et d'un nouveau sentiment national sont les moyens de promouvoir la concorde et l'unité des Confédérés. 
La société se réunit une fois par année, lors de banquets. La Société a été plusieurs fois la cible de mesures de répression de la part des autorités bernoises, lucernoises et de l'évêque de Lausanne.  
La Société helvétique est dissoute en 1848.

## La Nouvelle société helvétique
La Nouvelle société helvétique est créée en 1914 sous l'égide du Fribourgeois Gonzague de Reynold.